# Ron Haddrick
Ronald Norman Haddrick (Adelaida, 9 de abril de 1929-Sídney, 11 de febrero de 2020) fue un actor australiano famoso por sus participaciones en cine, televisión, radio y teatro.

## Biografía
Fue el único hijo de Alexander Norman Haddrick y Olive May Gibson-Haddrick.
En 1974 fue galardonado como Miembro de la Orden del Imperio Británico por sus servicios a las artes.
En 2013 fue galardonado como Miembro de la Orden de Australia por sus servicios en las artes escénicas como actor y narrador.
Estaba casado con Margaret Lorraine Quigley, con quien tuvo dos hijos: Lynette Haddrick y el escritor y productor Greg Haddrick.

## Carrera
Antes de convertirse en actor Ron fue jugador de críquet de primera clase, representó a Australia Meridional tres veces en la competición Sheffield Shield entre 1951 y 1953.
El 21 de julio de 1988 se unió al elenco recurrente de la popular serie australiana Home and Away donde interpretó a Gordon Macklin, el padre de Brett Macklin y Stacey Macklin; y abuelo de Martha Holden. hasta el 12 de noviembre de 1989 después de que su personaje decidiera irse de la bahía luego de que Zac Burgess lo amenazara con revelarle a la policía que él era el responsable de verter residuos tóxicos en la playa y el mar. Más tarde Ron apareció nuevamente en la serie en 1996 interpretando a Peter Moss, un hombre que vivía en el parque de las caravanas que cree que Sally Fletcher es la reencarnación de su hija fallecida, durante tres episodios.
En 2005 apareció como invitado en la serie médica All Saints donde interpretó a Bill Roddick, anteriormente había aparecido por primera vez en la serie en 2002 donde interpretó a Jack Leyland durante el episodio "Into the Light".
En 2006 apareció como invitado en la serie Nightmares & Dreamscapes: From the Stories of Stephen King donde interpretó a un hombre en el ascensor.
En 2009 apareció como invitado en la serie Underbelly: A Tale of Two Cities donde interpretó a Bertie.
En 2011 interpretó a Jimmy McMurtrie en la película Codgers, papel que había interpretado por primera vez en 2008 y de nuevo en 2010 en la obra con el mismo nombre.
En 2012 fue galardonado con el premio Equity Lifetime Achievement por su carrera centrada en liderazgo y orientación desinteresada.

## Filmografía

### Series de televisión
| Año       | Título                           | Personaje              | Notas                                      |
| --------- | -------------------------------- | ---------------------- | ------------------------------------------ |
| 2009      | Underbelly: A Tale of Two Cities | Bertie                 | 2 episodios                                |
| 2006      | Nightmares & Dreamscapes         | Hombre en Ascensor     | episodio "Crouch End"                      |
| 2005      | All Saints                       | Bill Roddick           | episodio "Double Lives"                    |
| 2000      | The Lost World                   | Bergin                 | episodio "Resurrection"                    |
| 1999      | Water Rats                       | Felix Friedman         | 2 episodios                                |
| 1997      | Fallen Angels                    | Cec Fowler             | episodio "All Things Bright and Beautiful" |
| 1994      | G.P.                             | Lloyd Freith           | episodio "A Hard Act to Follow"            |
| 1994      | The Ferals                       | Presentador de Premios | episodio "Modigliana"                      |
| 1988-1989 | Home and Away                    | Gordon Macklin         | 14 episodios                               |
| 1988      | Emma: Queen of the South Seas    | Reverendo Brown        | miniserie                                  |
| 1986      | Tusitala                         | Thomas Stevenson       | miniserie                                  |
| 1986      | Mother and Son                   | Claude Price           | 2 episodios                                |
| 1986      | Sons and Daughters               | Bill Appleby           | episodio # 1.825                           |
| 1984      | A Country Practice               | Ralph Harrison         | 2 episodios                                |
| 1977      | The Restless Years               | Greg Denning           | -                                          |
| 1976      | Homicide                         | Gordon Lovejoy         | episodio "Sanguma"                         |
| 1976      | The Lost Islands                 | El Gran "Q"            | 9 episodios                                |
| 1975      | Shannon's Mob                    | Pellini                | episodio "Nothing Else to Lose"            |
| 1975      | Silent Number                    | John Stanford          | episodio "His Own Private War"             |
| 1972      | Matlock Police                   | Superintendente        | episodio "Black Samaritan"                 |
| 1972      | Boney                            | Leonard Jelly          | episodio "Boney and the Reaper"            |
| 1972      | Barrier Reef                     | Doctor Sedgewick       | episodio "Coconut Ice"                     |
| 1971      | Dynasty                          | Sir Warren Tasker      | episodio "Countdown"                       |
| 1969      | Riptide                          | Abraham Decker         | episodio "Brethren Island"                 |
| 1968      | Contrabandits                    | George Payne           | episodio "Double Exposure"                 |
| 1968      | Hunter                           | Bryant                 | episodio "Message from Hong Kong"          |
| 1965      | The Stranger                     | Adam Suisse            | -                                          |
| 1963      | Jonah                            | Gobernador             | episodio "No Time for Dispair "            |
| 1961      | The Outcasts                     | -                      | miniserie                                  |

### Películas
| Año  | Título                                    | Personaje                 | Notas                                                                                         |
| ---- | ----------------------------------------- | ------------------------- | --------------------------------------------------------------------------------------------- |
| 2014 | Locks for Love                            | Harrold                   | junto a Aaron Jeffery, Zoe Naylor, Les Hill, Ryan Hayward, Damian de Montemas & Inge Hornstra |
| 2013 | Bad Blood                                 | Edgardo                   | corto - junto a Ben Davidson                                                                  |
| 2011 | Codgers                                   | Jimmy McMurtrie           | junto a Ron Falk, John Hanlon, Edwin Hodgeman & John Lam                                      |
| 2008 | The Informant                             | Tom                       | junto a William McInnes, Leeanna Walsman, Colin Friels, Stephen Curry & Matt Day              |
| 2004 | Farscape: The Peacekeeper Wars            | Yondalao                  | junto a Ben Browder, Claudia Black, Anthony Simcoe, Gigi Edgley, Wayne Pygram & Raelee Hill   |
| 2004 | The Alice                                 | Marco Marione             | junto a Erik Thomson, Jessica Napier, Andrew McFarlane, Roxane Wilson & Patrick Brammall      |
| 2000 | Dogwoman: Dead Dog Walking                | Barry Holloway            | junto a Magda Szubanski, Tara Morice, Sandy Winton & Anthony Simcoe                           |
| 2000 | Carnivale                                 | -                         | junto a Helena Bonham Carter, Hugh Laurie, Steve Brody & David Antrobus                       |
| 2000 | Fovou tous Ellines...                     | Thomas                    | junto a Zoe Carides, John Bluthal, Claudia Buttazzoni & Tasso Kavadia                         |
| 1996 | Children of the Revolution                | Sir Allan Miles           | junto a Judy Davis, Sam Neill, F. Murray Abraham, Richard Roxburgh & Geoffrey Rush            |
| 1990 | Quigley Down Under                        | Grimmelman                | junto a Tom Selleck, Laura San Giacomo, Alan Rickman, Chris Haywood & Ben Mendelsohn          |
| 1988 | Hiawatha                                  | -                         | junto a Ben Brennan, Paul Johnstone, Lloyd Morris & Moya O'Sullivan                           |
| 1987 | The Odyssey                               | -                         | junto a Tim Elliott, Paul Johnstone, Barry Langrishe & Jennifer Mellett                       |
| 1987 | Rob Roy                                   | -                         | junto a Tim Elliot, Jane Harders, Simon Hinton, Bill Kerr & Bruce Spence                      |
| 1986 | Short Changed                             | Garrick                   | junto a David Kennedy, Susan Leith, Jamie Agius & Ray Meagher                                 |
| 1986 | The Hunchback of Notre-Dame               | Frollo                    | junto a Tom Burlinson, Angela Punch McGregor, Richard Meikle & Phillip Hinton                 |
| 1986 | Great Expectations, the Untold Story      | Tankerton                 | junto a Sigrid Thornton, Robert Coleby, Bruce Spence, Michael Caton & Gerard Kennedy          |
| 1985 | Nicholas Nickleby                         | -                         | junto a Colin Borgonon, Brian Harrison, Lynn Rainbow & Phillip Hinton                         |
| 1984 | The Camel Boy                             | O'Connell                 | junto a Barbara Frawley, John Meillon, Robyn Moore & Michael Pate                             |
| 1984 | A Halo for Athuan                         | Abbott                    | junto a Tim Elliott, Tom Farley & Denise Roberts                                              |
| 1983 | Dot and the Bunny                         | -                         | junto a Barbara Frawley, Drew Forsythe, Anne Haddy & Robyn Moore                              |
| 1983 | The Amorous Dentist                       | -                         | junto a Robert Grubb, David Atkins & Rhys McConnochie                                         |
| 1983 | Sherlock Holmes and the Baskerville Curse | -                         | junto a Peter O'Toole, Earle Cross, Helen Morse & Moya O'Sullivan                             |
| 1983 | Sherlock Holmes and the Valley of Fear    | -                         | junto a Peter O'Toole, Judy Nunn, Brian Adams & Colin Borgonon                                |
| 1983 | Sherlock Holmes and the Sign of Four      | -                         | junto a Peter O'Toole, Earle Cross & Lynn Rainbow                                             |
| 1983 | Sherlock Holmes and a Study in Scarlet    | -                         | junto a Peter O'Toole, Earle Cross, Judy Nunn & Shane Briant                                  |
| 1982 | Runaway Island                            | Jamie McLeod              | junto a Simone Buchanan, Kate Fitzpatrick, Cornelia Frances, Miles Buchanan & Ivar Kants      |
| 1982 | A Christmas Carol                         | -                         | junto a Robin Stewart, Barbara Frawley & Phillip Hinton                                       |
| 1982 | Sarah                                     | -                         | junto a Mia Farrow, Joan Bruce, John Faasen & John Hanlon                                     |
| 1981 | Around the World with Dot                 | Grumblebones/Frog         | junto a Barbara Frawley, Drew Forsythe, Anne Haddy & Ross Higgins                             |
| 1981 | Run Rebecca, Run!                         | Presidente del Parlamento | junto a Simone Buchanan, Henri Szeps, John Ewart & Cornelia Frances                           |
| 1979 | Dawn!                                     | Pop                       | junto a Ivar Kants, Judi Farr, Tom Richards & John Diedrich                                   |
| 1979 | Off on a Comet                            | -                         | junto a Phillip Hinton, Barbara Frawley & Bevan Wilson                                        |
| 1979 | From the Earth to the Moon                | -                         | junto a Alistair Duncan, Phillip Hinton & John Hanlon                                         |
| 1979 | The First Christmas                       | -                         | junto a Alistair Duncan, Judy Morris & Helen Morse                                            |
| 1978 | The Death Train                           | -                         | junto a Hugh Keays-Byrne, Ingrid Mason, Max Meldrum & Ken Goodlet                             |
| 1978 | The Scalp Merchant                        | -                         | junto a John Waters, Elizabeth Alexander & Cameron Mitchell                                   |
| 1977 | Dot and the Kangaroo                      | Padre                     | junto a Barbara Frawley, Spike Milligan & Ross Higgins                                        |
| 1977 | A Journey to the Center of the Earth      | -                         | junto a Alistair Duncan, Bevan Wilson, Lynette Curran & Barbara Frawley                       |
| 1977 | Moby-Dick                                 | -                         | junto a Alistair Duncan, Barbara Frawley, Bevan Wilson & Peter Corbett                        |
| 1976 | Master of the World                       | -                         | junto a John Ewart, Tim Elliott, Matthew O'Sullivan & Judy Morris                             |
| 1976 | The Fourth Wish                           | Harbord                   | junto a John Meillon, Michael Craig, Anne Haddy & Robyn Nevin                                 |
| 1976 | The Haunting of Hewie Dowker              | -                         | junto a John Waters, Donald MacDonald, Cul Cullen & Kate Fitzpatrick                          |
| 1975 | The Mysterious Island                     | -                         | junto a John Llewellyn, Alistair Duncan, Mark Kelly & Tim Elliott                             |
| 1975 | The Golden Cage                           | Hombre Rico               | junto a Sait Memisoflu, Kate Sheil, Michele Fawdon & Anna Simone Scott                        |
| 1973 | The Black Arrow                           | -                         | junto a Jeanie Drynan, Alistair Duncan, Tim Elliott, Barbara Frawley & John Llewellyn         |
| 1973 | The Three Musketeers                      | -                         | junto a James Condon, Neil Fitzpatrick, Barbara Frawley & Jane Harders                        |
| 1973 | Twenty Thousand Leagues Under the Sea     | -                         | junto a Tim Elliott & Don Pascoe                                                              |
| 1973 | The Swiss Family Robinson                 | -                         | junto a Jeanie Drynan, Alistair Duncan, Barbara Frawley & Brenda Senders                      |
| 1973 | Kidnapped                                 | -                         | junto a Fred Betts, Alistair Duncan, John Llewellyn & Brenda Senders                          |
| 1973 | The Count of Monte Cristo                 | -                         | junto a Elizabeth Crosby, Tim Elliott, Barbara Frawley & Richard Meikle                       |
| 1973 | The Taming of the Shrew                   | Baptista                  | junto a John Bell, Drew Forsythe, John Wood, Melissa Jaffer & Robyn Nevin                     |
| 1973 | The Gentlemen of Titipu                   | -                         | junto a Ross Higgins, Katina Comino & Anna Russell                                            |
| 1972 | The Prince and the Pauper                 | -                         | junto a Barbara Frawley, Alistair Duncan, Tim Elliott & John Llewellyn                        |
| 1972 | Robinson Crusoe                           | -                         | junto a Alistair Duncan, Mark Kelly, John Llewellyn & Owen Weingott                           |
| 1972 | Shirley Thompson Versus the Aliens        | Duque de Edinburgh        | junto a Jane Harders, Tim Elliott, Helmut Bakaitis & Kate Fitzpatrick                         |
| 1962 | The Taming of the Shrew                   | Petruchio                 | junto a Noel Brophy, Jon Ewing & Judi Farr                                                    |

- Narrador, Comentador & Director de Escena.:

| Año  | Título                 | Notas                     |
| ---- | ---------------------- | ------------------------- |
| 2011 | Cloudstreet            | 3 episodios - narrador    |
| 2006 | The Story of Bubbleboy | corto - narrador          |
| 1961 | The Changing Hills     | comentador                |
| 1953 | Juno and the Paycock   | obra - director de escena |
| 1952 | Don Giovanni           | obra - director de escena |

### Teatro[4]
| Año            | Título                          | Personaje       | Director (a)        | Teatro                | Notas                                                           |
| -------------- | ------------------------------- | --------------- | ------------------- | --------------------- | --------------------------------------------------------------- |
| 2014           | Noises Off                      | Brooke          | Jonathan Biggins    | Sydney Theatre        | junto a Lindsay Farris, Marcus Graham y Josh McConville         |
| 2011           | Buried Child                    | Dodge           | David Mealor        | -                     | junto a Patrick Frost, Nick Garsden & Hannah Norris             |
| 2011           | Water Falling Down              | Padre           | Andrea Moor         | Cremorne Theatre      | junto a Andrew Buchanan                                         |
| 2008, 2010     | Codgers                         | Jimmy McMurtrie | Wayne Harrison      | Riverside Theatre     | junto a Ronald Falk, Russell Newman & Shane Porteous            |
| 2007           | Beyond the Neck                 | Arthur          | Iain Sinclair       | Peacock Theatre       | junto a Sara Cooper & Jemma Gates                               |
| 2007           | Othello                         | -               | Marion Potts        | Orange Theatre        | junto a Marcus Graham, Leeanna Walsman & Tom Wren               |
| 2006           | The Tempest                     | -               | Peter Evans         | -                     | junto a John Bell, Stephen Phillips & Freya Stafford            |
| 2005           | Festen                          | -               | Gale Edwards        | Drama Theatre         | junto a John Batchelor & Angela Punch McGregor                  |
| 2005           | A Number                        | -               | Lee Lewis           | Belvoir St. Theatre   | junto a Christopher Pitman                                      |
| 2003           | The One Day of the Year         | -               | David Berthold      | Civic Theatre         | junto a Max Cullen, Nathaniel Dean & Kris McQuade               |
| 2001           | Don Juan                        | -               | Marion Potts        | Drama Theatre         | junto a Socratis Otto, William McInnes & Angie Milliken         |
| 2001           | The Gin Game                    | -               | Judi Farr           | Marian St. Theatre    | junto a Sheila Bradley                                          |
| 2000           | Labor Day                       | -               | John Krummel        | Marian St. Theatre    | junto a Noeline Brown, Michelle Doake & Glenn Hazeldine         |
| 1998           | Mary Bryant                     | -               | Crispin Taylor      | Ensemble Theatre      | junto a Peter Eyers, Pippa Grandison & Jonathon Mill            |
| 1998           | Tom and Clem                    | -               | Maeliosa Stafford   | Marian St. Theatre    | junto a Bille Brown & Sandra Eldridge                           |
| 1997           | The Winter's Tale               | -               | Adam Cook           | Canberra Theatre      | junto a John Bell, Ivar Kants & Deidre Rubenstein               |
| 1997           | Dracula                         | -               | -                   | Marian St. Theatre    | -                                                               |
| 1996           | Down an Alley Filled With Cats  | -               | Adam Cook           | Marian St. Theatre    | junto a Scott McGregor                                          |
| 1996           | Livingstone                     | -               | John Krummel        | -                     | junto a Nancye Hayes, Barbara Stephens & Bevan Wilson           |
| 1996           | My Fair Lady                    | -               | Rodney Fisher       | Lyric Theatre         | junto a Maree Johnson & David Ravenswood                        |
| 1994           | The Gift of the Gorgon          | -               | Wayne Harrison      | Wharf Theatre         | junto a Georgina Banks, Sandy Gore & William Zappa              |
| 1994           | A Winning Day                   | -               | Helmut Bakaitis     | Q Theatre             | junto a Judi Farr & Richard Healy                               |
| 1993           | The Last Voyage of Gracie Anne  | -               | Des Davis           | Bridge Theatre        | junto a Michael Coe, Andrew James & Glen Phillips               |
| 1993           | The Garden of Granddaughters    | -               | George Ogilvie      | Alexander Theatre     | junto a Lauren Brooks & Janet Andrewartha                       |
| 1992           | The Crucible                    | -               | Richard Wherrett    | -                     | junto a Josephine Burns, John Howard & Tony Llewellyn-Jones     |
| 1992           | Don Juan in Hell                | -               | John Krummel        | -                     | junto a Anna Broinowski, David Downer & John Krummel            |
| 1992           | Much Ado About Nothing          | -               | Wayne Harrison      | -                     | junto a Garry McDonald, John Howard & Angie Milliken            |
| 1992           | On Golden Pond                  | -               | John Noble          | Marian St. Theatre    | junto a Tina Bursill, Steven Grives, Ivar Kants & June Salter   |
| 1991           | Heroic Measures                 | -               | Malcolm Robertson   | Merlyn Theatre        | junto a Bruce Alexander & Deidre Rubenstein                     |
| 1991           | The Crucible                    | -               | Richard Wherrett    | Drama Theatre         | junto a John Howard & Catherine McClements                      |
| 1991           | King Lear                       | -               | -                   | Wharf Theatre         | junto a Angelo D'Angelo, Luciano Martucci & Andrew McFarlane    |
| 1991           | Arsenic and Old Lace            | -               | Peter Williams      | Laycock Theatre       | junto a Zoe Bertram, Andrew Clarke & Gwen Plumb                 |
| 1990           | Season's Greetings              | -               | Aubrey Mellor       | Suncorp Theatre       | junto a Elaine Cusick, Vanessa Downing & Jennifer Flowers       |
| 1990           | Love Letters                    | -               | Stephen Helper      | -                     | junto a Drew Forsythe, Marcus Graham & Andrew McFarlane         |
| 1990           | Three Sisters                   | -               | Richard Wherrett    | Drama Theatre         | junto a Linda Cropper, Nicholas Eadie & Angie Milliken          |
| 1989           | Shellcove Road                  | -               | Wayne Harrison      | Marian St. Theatre    | junto a Ronald Falk, Pat McDonald & Dinah Shearing              |
| 1989           | Hiccup                          | -               | Kerry Dwyer         | Playhouse Theatre     | junto a Andrew Di Lollo, Margaret Ford & Maurie Ogden           |
| 1988, 1989     | A Month of Sundays              | -               | Aubrey Mellor       | Northside Theatre     | junto a Penny Cook, Brian James & Barbara Stephens              |
| 1988           | A Small Family Business         | -               | John Krummel        | Northside Theatre     | junto a Peter Adams, Paul Bertram & Maggie Dence                |
| 1987           | I'm Not Rappaport               | -               | Ron Link            | -                     | junto a Wally Taylor                                            |
| 1987           | Long Day's Journey Into Night   | -               | John Krummel        | Marian St. Theatre    | junto a David Downer & Tony Sheldon                             |
| 1984           | Season's Greetings              | -               | John Krummel        | Marian St. Theatre    | junto a Paul Bertram, Judi Farr, Jennifer Hagan & Tom Oliver    |
| 1984           | Travelling North                | -               | Judi Farr           | Marian St. Theatre    | junto a Joan Bruce, Lynette Haddrick & David Williamson         |
| 1982           | Camino Real                     | -               | Richard Cottrell    | Parade Theatre        | junto a Maggie Dence, Kate Fitzpatrick & John Walton            |
| 1981           | Three Sisters                   | -               | Aubrey Mellor       | -                     | junto a John Allen, John Bell & Cathy Downes                    |
| 1977,1979,1980 | The Club                        | -               | John Bell           | Old Vic Theatre       | junto a Drew Forsythe, Ron Graham, Ivar Kants & Barry Lovett    |
| 1979           | The Gin Game                    | -               | Peter Williams      | Comedy Theatre        | junto a Ruth Cracknell                                          |
| 1979           | Lost to the Devil               | -               | Stanley Walsh       | -                     | junto a Jenni Anderson, David Atkins & Robert Mercer            |
| 1978           | Bedroom Farce                   | -               | Peter Williams      | Theatre Royal         | junto a Chantal Contouri, Kate Fitzpatrick & Peter Rowley       |
| 1977           | The Brass Hat                   | -               | Robin Lovejoy       | SGIO Theatre          | junto a Alan Edwards, Douglas Hedge & Russell Newman            |
| 1977           | The Ultimate Obscenity          | -               | Peter Collingwood   | Parade Theatre        | junto a Reginald Gillam, Don Pascoe & Phillip Ross              |
| 1977           | Dr. Brain's Body                | -               | Peter Collingwood   | Parade Theatre        | junto a Shane Porteous & Catherine Wilkin                       |
| 1977           | The Plough and the Stars        | -               | Hugh Hunt           | Drama Theatre         | junto a June Collis, Anne Haddy & Martin Phelan                 |
| 1976           | The Matchmaker                  | -               | Robin Lovejoy       | Drama Theatre         | junto a Carol Burns & Tony Llewellyn-Jones                      |
| 1976           | Mourning Becomes Electra        | -               | Edward P. Call      | Drama Theatre         | junto a Jennifer Claire, Ivar Kants, Robyn Nevin & Patrick Ward |
| 1975           | Home                            | -               | William Redmond     | Parade Theatre        | junto a Bill Charlton, Ruth Cracknell & Brian James             |
| 1975           | Peer Gynt                       | -               | Edward P. Call      | Drama Theatre         | junto a John Allen, June Collis & John Gaden                    |
| 1974           | Macbeth                         | -               | Robin Lovejoy       | Opera Theatre         | junto a Ralph Cotterill, Colleen Fitzpatrick & Michael Caton    |
| 1973, 1974     | What if You Died Tomorrow?      | -               | Robin Lovejoy       | Comedy Theatre        | junto a Ruth Cracknell, John Allen & Colin Croft                |
| 1973           | Lysistrata                      | -               | Ted Craig           | Parade Theatre        | junto a John Allen, John Cousins & Maggie Kirkpatrick           |
| 1973           | Tis Pity She's a Whore          | -               | Robin Lovejoy       | Parade Theatre        | junto a John Allen, Anne Haddy & John Walton                    |
| 1973           | Aurora Australis                | -               | Jacqueline Kott     | Australian Theatre    | junto a Bill Charlton, June Collis & Garry McDonald             |
| 1972           | How Could You Believe Me...     | -               | John Bell           | Parade Theatre        | junto a Christine Amor & Drew Forsythe                          |
| 1972           | Forget-Me-Not Lane              | -               | Robin Lovejoy       | Parade Theatre        | junto a Christine Amor, Drew Forsythe & Jacki Weaver            |
| 1972           | Macquarie                       | -               | Malcolm Robertson   | Russell St. Theatre   | junto a Peter Adams & Tony Llewellyn-Jones                      |
| 1971           | The Government Inspector        | -               | Philip Hedley       | Parade Theatre        | junto a John Bell & Neil Fitzpatrick                            |
| 1971           | The National Health or Nurse... | -               | Philip Hedley       | Parade Theatre        | junto a Garry McDonald, Drew Forsythe & Melissa Jaffer          |
| 1970, 1971     | King Oedipus                    | Oedipus         | Sir Tyrone Guthrie  | Old Tote Theatre      | junto a James Condon, Ronald Falk & John Wood                   |
| 1971           | Exposed to Danger...            | -               | Stanley Walsh       | -                     | junto a Ron Blanchard, Douglas Hall & Zoe Lake                  |
| 1970           | This Story of Yours             | -               | Bryan Syron         | Parade Theatre        | junto a Drew Forsythe, Barry Lovett & John Wood                 |
| 1970           | The Guardsman                   | -               | Richard Howard      | Parade Theatre        | junto a Bruce Addison, James Bailey & Penne Hackforth-Jones     |
| 1969           | Hamlet                          | -               | Robin Lovejoy       | Canberra Theatre      | junto a Rona Coleman, Tim Eliott & Gordon Glenwright            |
| 1969           | The Rivals                      | -               | Robert Quentin      | SGIO Theatre          | junto a Neil Fitzpatrick, Gordon Glenwright & Judi Farr         |
| 1969           | Little Murders                  | -               | Ronald Denson       | Old Tote Theatre      | junto a Neil Fitzpatrick & Huia Munro                           |
| 1968           | The Face at the Window          | -               | -                   | -                     | junto a Benita Collings & Barry Lovett                          |
| 1968           | At Least You Get Something...   | -               | Robin Lovejoy       | Old Tote Theatre      | junto a Peter Collingwood & Ron Graham                          |
| 1968           | The Fire on the Snow            | -               | Tom Brown           | Old Tote Theatre      | junto a Peter Collingwood & Peter McPhie                        |
| 1968           | This Old Man Comes Rolling..    | -               | Jean Wilhelm        | Old Tote Theatre      | junto a Pat Bishop, John Derum & Kirsty Child                   |
| 1968           | A Refined Look at Existence     | -               | Robin Lovejoy       | Old Tote Theatre      | junto a Peter Collingwood, Ron Graham & Frank Lloyd             |
| 1968           | Childermas                      | -               | John Clark          | Old Tote Theatre      | junto a Peter Collingwood, Alan Edwards & Ron Graham            |
| 1968           | Murder in the Cathedral         | -               | Hugh Hunt           | -                     | junto a Ken Broadbent, Ron Graham & Guy le Claire               |
| 1968           | You Never Can Tell              | -               | Jim Sharman         | Old Tote Theatre      | junto a Kirsty Child, Dan O'Sullivan & Jacki Weaver             |
| 1967           | The Imaginary Invalid           | -               | Robin Lovejoy       | Tote Theatre          | junto a Jacki Weaver, Martin Harris & Helen Morse               |
| 1967           | The Dance Of Death              | -               | -                   | Independent Theatre   | junto a Carmen Duncan, Beryl Hancock & Donald MacDonald         |
| 1966           | The School for Scandal          | -               | Robin Lovejoy       | Old Tote Theatre      | junto a Peter Collingwood, Ron Graham & Helen Morse             |
| 1966           | A Moon for the Misbegotten      | -               | Robin Lovejoy       | Old Tote Theatre      | junto a Michael Bowie & Jacqueline Kott                         |
| 1965           | The Representative              | -               | John Clark          | Old Tote Theatre      | junto a Alastair Duncan, Judy Nunn, Frank Lloyd & Don Philps    |
| 1965           | Othello                         | -               | Tom Brown           | Old Tote Theatre      | junto a Helmut Bakaitis, Frank Lloyd & Helen Morse              |
| 1965           | The Country Wife                | -               | Robin Lovejoy       | Old Tote Theatre      | junto a Anne Haddy, Alexander Hay & Frank Lloyd                 |
| 1964           | Sweet Day of Decision           | -               | -                   | Old Tote Theatre      | junto a Thomas Dysart, Judy Nunn & Margo Lee                    |
| 1964           | A Wicked, Wicked Woman          | -               | -                   | AMP Theatrette        | junto a Arlene Dorgan                                           |
| 1964           | The Proposal                    | -               | -                   | AMP Theatrette        | junto a Ben Gabriel & Anne Haddy                                |
| 1964           | The Importance of Being Earnest | -               | Robert Quentin      | Old Tote Theatre      | junto a Hilary Bamberger, Janice Dinnen & Ellis Irving          |
| 1964           | The Caucasian Chalk Circle      | -               | Richard Campion     | Old Tote Theatre      | junto a Helmut Bakaitis, John Bell & John Llewellyn             |
| 1963           | Lunch Hour                      | -               | Richard Campion     | Parade Theatre        | junto a Arlene Dorgan & Ethel Gabriel                           |
| 1963           | The Cherry Orchard              | -               | Robert Quentin      | Old Tote Theatre      | junto a John Bell, Tim Cohen & Sophie Stewart                   |
| 1963           | Hamlet                          | -               | Tom Brown           | Old Tote Theatre      | junto a John Bell, Neil Fitzpatrick & John Gregg                |
| 1962           | Saint Joan                      | -               | Norman Philbrick    | Tivoli Theatre        | junto a Zoe Caldwell, Robyn Nevin & Hugh Stewart                |
| 1962           | Shipwreck                       | -               | -                   | Union Theatre         | junto a Brian Anderson, John Gray & Hugh Stewart                |
| 1962           | Naked Island                    | -               | -                   | Union Theatre         | junto a Brian Anderson, Bruce Myles & Alan Tobin                |
| 1961           | The One Day of the Year         | -               | Robin Lovejoy       | Palace Theatre        | junto a Judith Arthy & Nita Pannell                             |
| 1960           | Ah, Wilderness!                 | -               | -                   | Her Majesty's Theatre | -                                                               |
| 1960           | Murder in the Cathedral         | -               | -                   | -                     | junto a Meredith Graham, Ron Graham & Barbara Saunders          |
| 1959           | Man and Superman                | -               | -                   | -                     | junto a Neil Fitzpatrick, Grant Taylor & Frank Waters           |
| 1957           | As You Like It                  | -               | Glen Byam Shaw      | Memorial Theatre      | junto a Mark Dignam, Richard Johnson & Patrick Wymark           |
| 1957           | King John                       | Hubert          | Douglas Seale       | -                     | -                                                               |
| 1955           | Hamlet                          | -               | -                   | Memorial Theatre      | junto a Mark Dignam, George Howe & Patrick Wymark               |
| 1954           | The Cocktail Party              | -               | -                   | -                     | junto a Harley Dillon, Anne Haddy & Barbara Kemp                |
| 1952           | Antigone                        | -               | Thelma Baulderstone | -                     | junto a Nancy Basheer, Anne Haddy & Brian Smith                 |
| 1950           | The Glass Menagerie             | -               | Thelma Baulderstone | -                     | junto a Margaret Coghill, Ross Dunnage & Myra Noblett           |
| 1950           | Captain Banner                  | -               | Patricia Hackett    | -                     | junto a Frank Gargro, Patricia Hackett & Iris Thomas            |
| 1949           | Aglavaine and Selysette         | -               | Patricia Hackett    | -                     | junto a Sheila Davies, Patricia Hackett & Iris Thomas           |

## Premios y nominaciones
| Año  | Categoría | Premio                            | Teatro                        | Resultado |
| ---- | --------- | --------------------------------- | ----------------------------- | --------- |
| 2012 | -         | Equity Lifetime Achievement Award | -                             | Ganó      |
| 1987 | -         | Sydney Critics Circle Award       | Long Day’s Journey Into Night | Ganó      |
| 1987 | -         | Sydney Critics Circle Award       | I'm Not Rappaport             | Ganó      |